# 陳艾琳
陳艾琳（1989年5月1日—），綽號琳琳腿、琳琳，臺灣女藝人、模特兒、演員，2008年出道。臺北市立教育大學（今臺北市立大學）教育系畢業，前夫為MP魔幻力量的前鼓手黃柏翔。
陳艾琳的腿被粉絲暱稱為“琳琳腿”，2013年參演《我懷了你的孩子》。
2014年，太陽花學運間，她發表支持的言論，陳艾琳說：「從小，我的學校教育、家庭教育都告訴我『我是臺灣人』，（中華民國）臺灣是我的國家，進了演藝圈，為了廣大的市場，為了錢，我們被告知錄影時描述『去內地工作』，不能說出國，但是沒有內地市場、沒有賺人民幣、紅不了、三流小通告藝人都無所謂，至少我知道自己是個臺灣人。」

## 節目通告
- 大學生了沒（中天綜合台）
- 綜藝大集合（民視）
- 冠軍任務（衛視中文台）
- 綜藝大熱門（三立都會台）
- 綜藝玩很大（中國電視公司.三立都會台）
- 小明星大跟班（中天綜合台.中天娛樂台）
- 天天樂財神（中天娛樂台）
- 飢餓遊戲（中國電視公司）

## 事件

### 《女友販賣機》女主角被撤換事件
2016年，接演中國電影《女友販賣機》遭到中國網友翻出舊帳，指陳艾琳為支持臺獨。電影導演陳菱思宣布「全面解除合約」，陳菱思強調，劇組現已全面停工，尋找新的女主角，準備重拍工作，臺灣只是中國的一個省，「我們絕對不會尊重有分裂祖國，破壞領土完整思想立場的藝人，我想最好的方式就是堅決解除一切合作，並且永不啟用。」強調自己並非有意錄用臺獨藝人，「在我心裏，只有一個中國，不管臺灣還是南海群島還是其他，中國一點都不能少。」陳菱思也解釋，當初會選用陳艾琳當女主角，是看了資料及影片後覺得陳艾琳非常適合這個角色，但沒有仔細調查陳艾琳的政治背景，並為此「用人過失」向中國網友表達歉意。陳艾琳則希望網友能給予導演和製片空間和理性，她發表：「我確實應該為自己的言論負起責任，一直以來，我說的話其實都一樣，我不怕因為自己的立場，減少了自己的工作機會。」陳艾琳表示尊重網友意見，只希望「不要傷及無辜」。

## 外部連結
- 陳艾琳的Facebook專頁粉絲
- 陳艾琳的Instagram帳戶